# 蘇啟龍
蘇啟龍，MBE（1959年4月6日—），曾名蘇啟良，英格蘭裔香港公務員，曾擔任效率促進組專員、土地註冊處處長及離島政務專員，官至首長級乙一級政務官。蘇在1980年9月起於香港政府任職政務主任職系，曾在布政司署及政府總部多個決策科局任職，亦曾調任至香港總督府出任香港總督彭定康的副私人秘書，也曾為香港特區政府首份《施政報告》及《財政預算案》統籌撰寫演詞的工作。他在主動申請下於1998年獲安排負責環境保護工作，熱愛環保的他更有「綠色先生」（Mr Green）的稱號。
自柏嘉禮在2017年7月退休後，蘇成為港府從海外聘任的最後一位在職外籍政務官，而他則在同年11月從公務員系統退休。他的退休結束長達155年的外籍政務官服務，而港府政務官團隊亦因此完成全面本地化。

## 早年生涯
蘇啟龍在1959年4月6日生於英格兰林肯郡克里索普斯。他的宗族則來自坎布里亞郡，而當地在1200年代確立屬於英格兰。然而，由於蘇的父親為軍人，因此他自小就隨駐守新加坡及美国的父母遠赴海外。及後，他因得到剑桥大学取錄而返回英国，而其父母亦因此返英定居。他在大學修讀古典时代及中世纪歷史學，曾兼職擔任調酒師、造船工人、工廠工人、倉庫管理員和考古人員等。
蘇在1979年11月時在古典学院研究中心避寒避雨期間遇上港英政府的招聘講座，亦因父母曾分享在香港旅遊的見聞而參與其中。在1980年取得文学学士後，他前往伦敦參加港府政務主任招聘面試，儘管曾被告知不被錄取，但很快又收到必須立即赴任的有條件聘用通知，而他亦就此趕往香港報到。他在抵達香港時並不習慣大城市生活，更對從啟德機場乘搭小巴至半山區政府宿舍的擁擠經歷感到恐怖，但卻因宿舍的港島北美景而決定放棄研究維京人歷史並繼續留港。

## 公務員生涯

### 早期生涯
蘇啟龍在1980年8月31日入職港英政府成為政務主任，並在一日後正式工作，然而他獲安排至公務員培訓部，修讀為期四個月的廣東話及中文課程。在1981年1月下旬，蘇被調派至市政事務署新界市政署出任政務主任，負責北區的市政服務。他在1982年8月輪調至布政司署社會事務科，並在同年月9月接任助理社會服事務司，負責修訂職業安全健康的法律，但在1983年2月就因架構重組而改至教育統籌科供職，職稱亦改為助理教育統籌司。他在任內留意到公眾假期和法定假日數量不同且適用對象有異，並提出全面檢討。他在1984年3月至6月修讀課程，隨後獲調派至政務總署。
蘇在1984年6月獲委任為中西區民政主任，擔任政務專員林錦光的副手。他在任內除了宣傳政府的选民登记運動外，亦主禮區內的中西贈醫施藥活動。及後，他在1985年11月獲調派至懲教署擔任負責香港越南船民問題的政務主任，並在1986年5月改於布政司署保安科任職助理保安司，也在1987年4月晉升高級政務主任。蘇在保安科任職時多次署任首席助理保安司，故他不但要繼續跟進难民及越南船民政策，同時亦負責中英聯合聲明的中英聯絡工作。工作繁重的他曾因保安科人手短缺而未能在1988年9月中履新旺角政務專員一職，但他得以升任首席助理保安司並及後於1989年10月獲安排出任離島政務專員。

### 離島政務專員

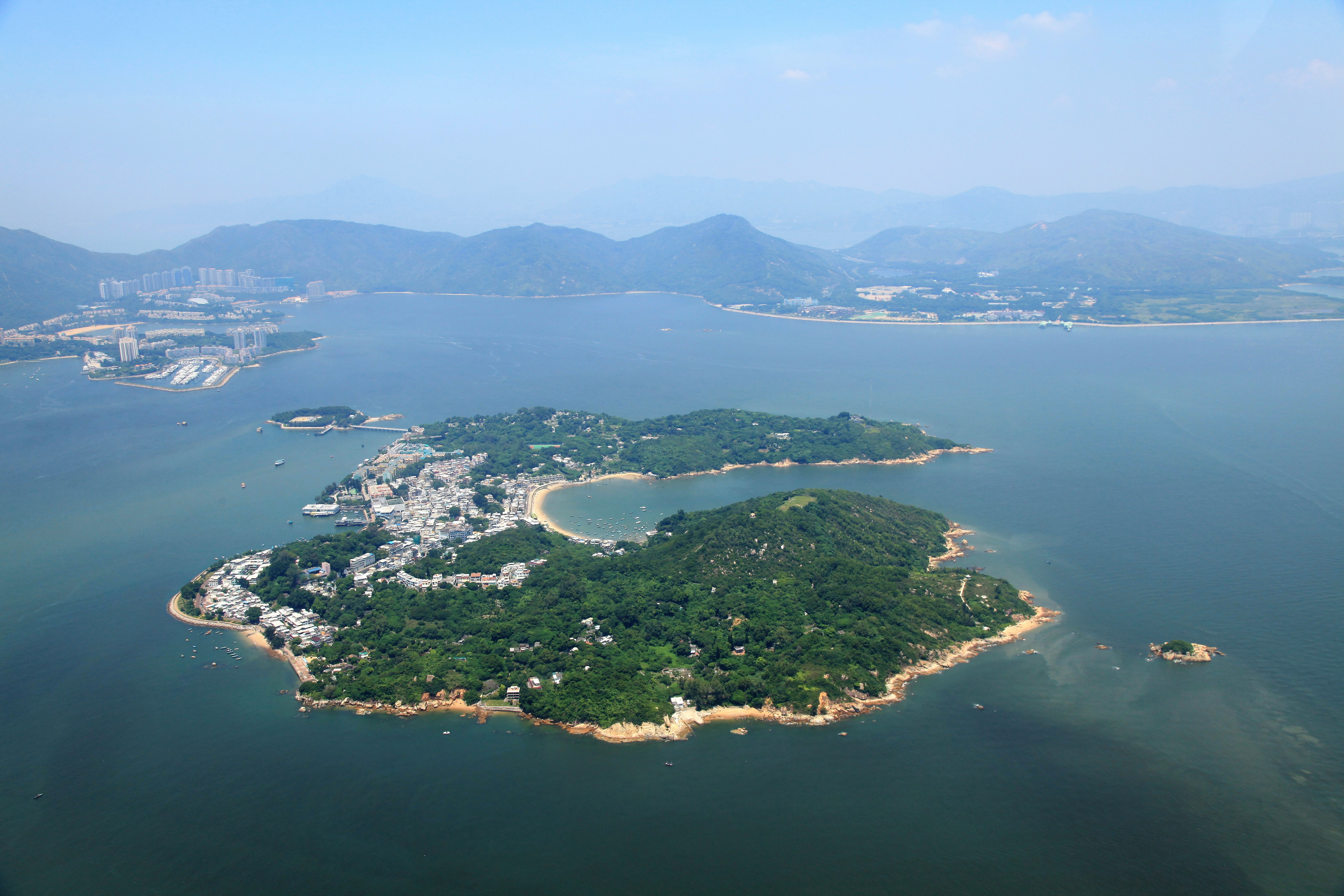
蘇啟龍擔任離島政務專員時常與坪洲出身的區議會主席林偉強合作

蘇啟龍在1989年10月16日接替吳恩頌展開離島政務專員的任期，並在同日獲港府奉為官守太平紳士。他甫上任隨即出訪離島區內的多個香港島嶼，向居民宣傳剛在同月10日由香港總督衞奕信提出的玫瑰園計劃。同時，由離島區議會主席林偉強為首的各街坊及鄉事委員會均向蘇提出港府應加強在離島區內投放資源，及後亦促成金坪邨的規劃及落成。他積極參與傳統節慶活動，不論春節、端午節、洪聖及侯王寶誕等均與鄉民一同慶祝。除此之外，蘇亦一直支持在區內的公民教育、清潔運動、體育等活動。在經濟發展方面，他也支援地區商會制定商業策略，以及與區議會合作發行地區旅遊宣傳影帶。不過，長洲鄉紳以秦始皇勞民傷財建长城嘲諷新機場計劃時，蘇則勇於反駁批評。表現良好的他在1991年4月1日正式升任首長級丙級政務官，而新任總督彭定康1992年履新後造訪離島區，及後彭督決定將蘇調至總督府任職。蘇在1993年2月16日後離任專員，並由王國彬接任。

### 中央統籌工作
蘇啟龍在離任離島專員後於1993年2月17日被調任回布政司署工商科，並在同月22日正式上任首席助理工商司，但在不足四個月後就於同年6月被香港總督彭定康召請至總督府任職，並在同年7月上旬出任彭督的副私人秘書，職務包括撰寫總督的演辭等。由於英國即將在1997年移交香港主權予中國，蘇在總督府負責中英聯絡工作，以及協助統籌跨部門及單位的事宜。在對外事務上，他亦負責總督與外國元首會面的安排，包括彭定康於1995年就菲港航空协定、在港菲律賓籍家庭傭工權益、在菲港人囚犯問題與菲律賓總統菲德尔·瓦尔德斯·拉莫斯談判的訪問行程。在總督府工作期間，蘇產生了留在香港的意願，更主動申請調職負責可持续发展，而總督府最後只有蘇和新聞官員寶樂賢（Paul Brown）兩名不列顛人決定留港於特區政府任職。在英國結束統治香港前，蘇在1997年1月1日升任首長級乙級政務官，並於同年6月13日獲港府再次奉為官守太平紳士，更在同日發佈的1997年英女皇壽辰授勳名單當中獲頒大英帝國員佐勳章。
香港首任行政長官董建華上任後，蘇沒有被調離中央統籌部門，反而獲委以重任於中央政策組任職統籌主任，負責統籌特區政府首份《施政報告》的演詞撰寫及編輯工作。董建華在1997年10月8日於臨時立法會發表1997年度《施政報告》後，他隨即在同月20日改至財政司司長辦公室供職，以演詞統籌主任身份準備特區政府首份《財政預算案》的演詞撰寫工作。財政司司長曾蔭權在1998年2月18日公佈1998年至1999年度《財政預算案》後，他在翌日就按其意願被派往規劃地政局出任副局長，負責環保政策及監督環境保護署的工作。儘管當時蘇已是富有經驗的政務官，但他卻認為規劃地政局副局長一職必須深入探索港府在締造更美好環境的角色，並要四出爭取不同持份者支持，令他在思想和處事上均有所歷練。環境食物局在2000年1月1日成立時，他的崗位在重新調配後為環境食物局副局長。在整個副局長任期內，他曾處理過百億港元的排污系統成爛尾建築的風波、規劃廢棄物轉製能源設施、開設廢物處置收費等，而他亦曾提出在港徵收生態稅以擴稅基。他在2000年5月離任環保部門令綠色和平及綠色力量等多個環保團體惋惜。

### 土地註冊處處長

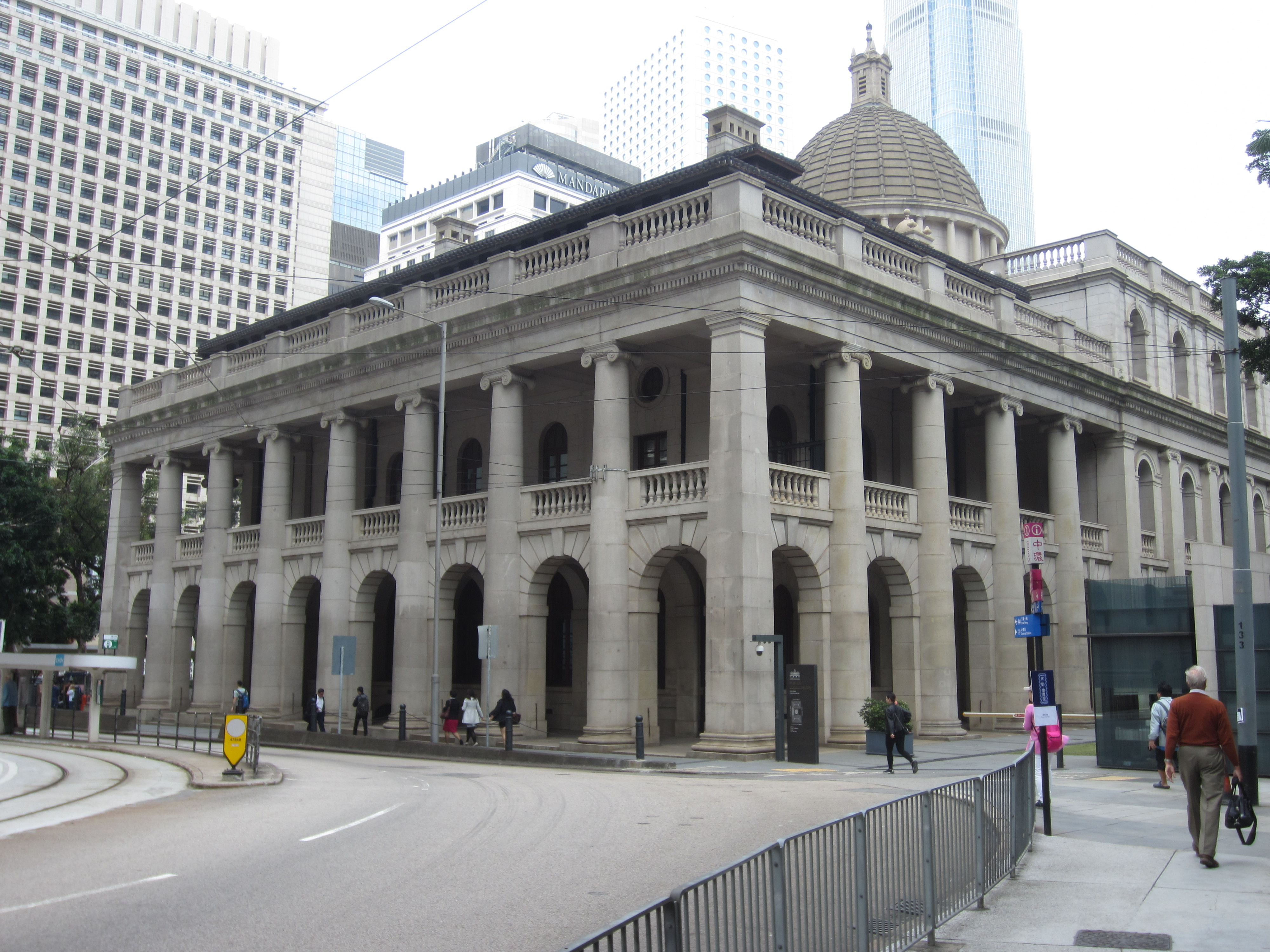
蘇啟龍在土地註冊處處長任內曾修訂《土地註冊條例》

蘇啟龍獲港府安排於2001年5月28日接替高傑博出任土地註冊處處長。他在上任時部門正致力落實現代化服務的改革措施，而他則希望可以運用中古歷史知識處理土地的法律基礎。就此，他接手向香港立法會提出修訂《土地註冊條例》及推出第一期綜合註冊資訊系統的工作，並順利於2005年完成。因此，他在2005年4月晉升為首長級乙一級政務官。他除了透過新系統使部門還清營運基金的起始貸款外，更以分紅形式為港府的資本投資基金帶來豐厚收入，並利用新資源展開第二期系統項目以改革服務。他在2008年慶祝部門成立15週年，並推出一系列展覽，介紹土地註冊及部門的歷史、文物、工作及服務等。最後，他在2009年7月23日後卸任處長，及後聶世蘭接任處長。

### 效率促進組專員
蘇啟龍在2009年8月10日起出任效率促進組專員。在這個崗位上，他不但需為個別部門推動電子化，而且亦要以創新手法改革港府的服務，並加強港府的內部管理。他在任內積極拓展1823電話中心等政府共用服務，而截至2014年11月時更有百分之98.5的電話查詢可由中心完成而無需原有部門跟進。與此同時，他協助各部門加強知識管理，除開發資料系統外，亦與香港理工大學及香港警務處等部門及組織召開研討會宣傳有關事務。另外，他在2013年亦協助扶貧委員會創立社會創新及創業發展基金，並擔任基金秘書長，多個便利及改善社會的項目自2016年起得以落實。

#### 最後一名外籍政務官
自柏嘉禮在2017年7月底退休後，蘇啟龍就成為港府從海外聘任的最後一位在職外籍政務官。及後，蘇在2017年11月30日後退休，並再次由聶世蘭接任其職位，而港府政務官團隊亦完成全面本地化，結束長達155年的外籍政務官服務。然而，他認為能夠成為最後一名港府的外籍政務官僅是巧合而已。

## 個人及退休生活

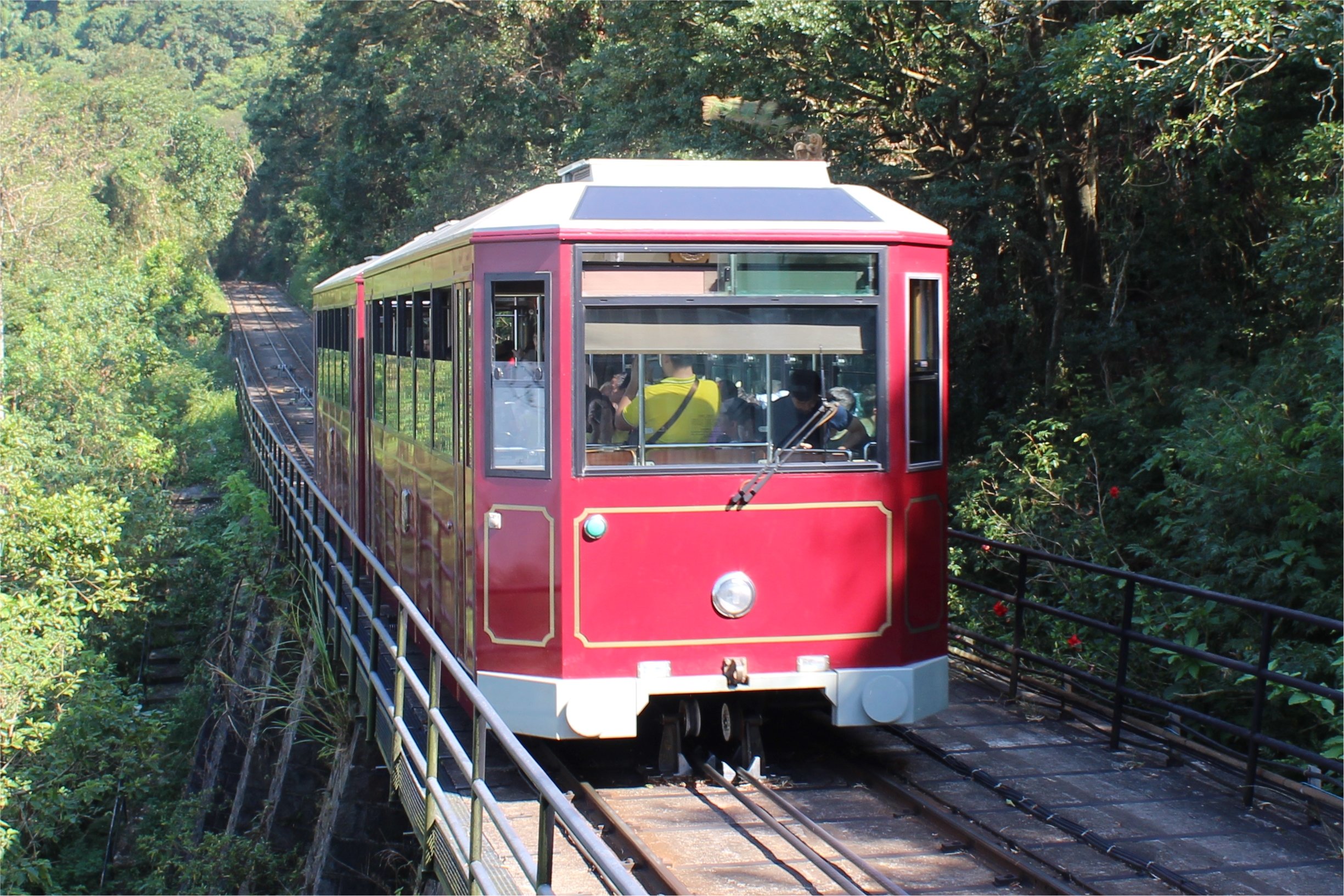
蘇啟龍夫婦在上下班時以山頂纜車代步

蘇啟龍抵達香港不久後就精通廣東話，而當時所取的官方漢名為蘇啟良。熱愛環保的他甚少使用官員房車，只以公共交通出席活動或會議，甚至上班會自攜環保購物袋，故被人稱為「綠色先生」（Mr Green）。作為皇家亚洲学会會員，他曾舉辦以香港和中国為題的歷史學講座，更有出版著作。退休後，他決定繼續於學術界研究歷史學，並以英国及香港兩地為家。就反對逃犯條例修訂草案運動，他曾撰文批評各方堅持己見而拒絕接受異見將帶來惡果。
蘇在任職離島政務專員時與任職新界政務署的政務主任沈鳳君邂逅，兩人及後成婚並育有子女。因同在政府工作，夫婦二人亦會一同乘坐山頂纜車上下班，往來中環政府山及山頂高級公務員宿舍。沈在2020年代更擔任旅遊事務專員及文化體育及旅遊局常任秘書長等重要職位，官至首長級甲一級政務官。兩人均有投資房地產，更聯名持有多個物業。

## 榮譽

### 勳銜
- 官守太平紳士（J.P.）（1989年10月16日－1993年2月16日；1997年6月13日－2017年11月30日）[17][34][58]
- 大英帝國員佐勳章（M.B.E.）（1997年英女皇壽辰授勳名單（英语：1997 Birthday Honours）；1997年6月13日）[35]

### 頭銜
- 蘇啟龍，JP（Kim Anthony Salkeld, JP，1989年10月16日－1993年2月16日）[17]
- 蘇啟龍，MBE，JP（Kim Anthony Salkeld, MBE, JP，1997年6月13日－2017年11月30日）[34][35][58]
  - 香港特別行政區政府不使用英國授勳及嘉獎頭銜：

蘇啟龍，JP（Kim Anthony Salkeld, JP，1997年7月1日－2017年11月30日）
- 蘇啟龍，MBE（Kim Anthony Salkeld, MBE，2017年12月1日－）[35][58]